# بنيامين أولريش
بنيامين أولريش (بالألمانية: Benjamin Ulrich)‏ هو لاعب اتحاد الرغبي ألماني، ولد في 20 يناير 1988.